# Kfar Gil'adi
Kfar Gil'adi (hebrejsky כְּפַר גִּלְעָדִי‎, doslova "Gil'adiho vesnice", anglicky Kfar Gil'adi, v oficiálním seznamu sídel Kefar Gil'adi) je vesnice typu kibuc v Izraeli, v Severním distriktu, v oblastní radě ha-Galil ha-eljon (Horní Galilea).

## Geografie
Leží v nadmořské výšce 337 metrů v nejsevernějším výběžku Chulského údolí a Horní Galileji, který je ze tří stran obklopen územím Libanonu, jehož hranice jsou jen cca 2 kilometry odtud. Obec leží v prostoru pramenišť řeky Jordán, přičemž jedno z nich (Nachal Ajun) protéká podél východního okraje kibucu Kfar Gil'adi. Na západní straně vesnice se zvedá horský hřbet oddělující údolí Jordánu od hornatiny v severní Galileji a Libanonu. Kibuc je situován cca 40 kilometrů severně od břehů Galilejského jezera.
Vesnice se nachází přibližně 2 kilometry severně od města Kirjat Šmona, 50 kilometrů severně od Tiberiasu, 150 kilometrů severovýchodně od centra Tel Avivu a 72 kilometrů severovýchodně od centra Haify. Je situována v zemědělsky intenzivně využívaném pásu. Kfar Gil'adi obývají Židé, přičemž osídlení v tomto regionu je zcela židovské. Výjimkou je město Ghadžar, vzdálené přibližně 5 kilometrů severovýchodním směrem, které obývají arabští Alavité.
Kfar Gil'adi je na dopravní síť napojen pomocí dálnice číslo 90, která protíná v severojížním směru Izrael, od nedaleké Metuly až do Ejlatu. Podél jižního okraje kibucu z této hlavní komunikace odbočuje lokální silnice číslo 9977, která stoupá do hor na izraelsko-libanonské hranici

## Dějiny

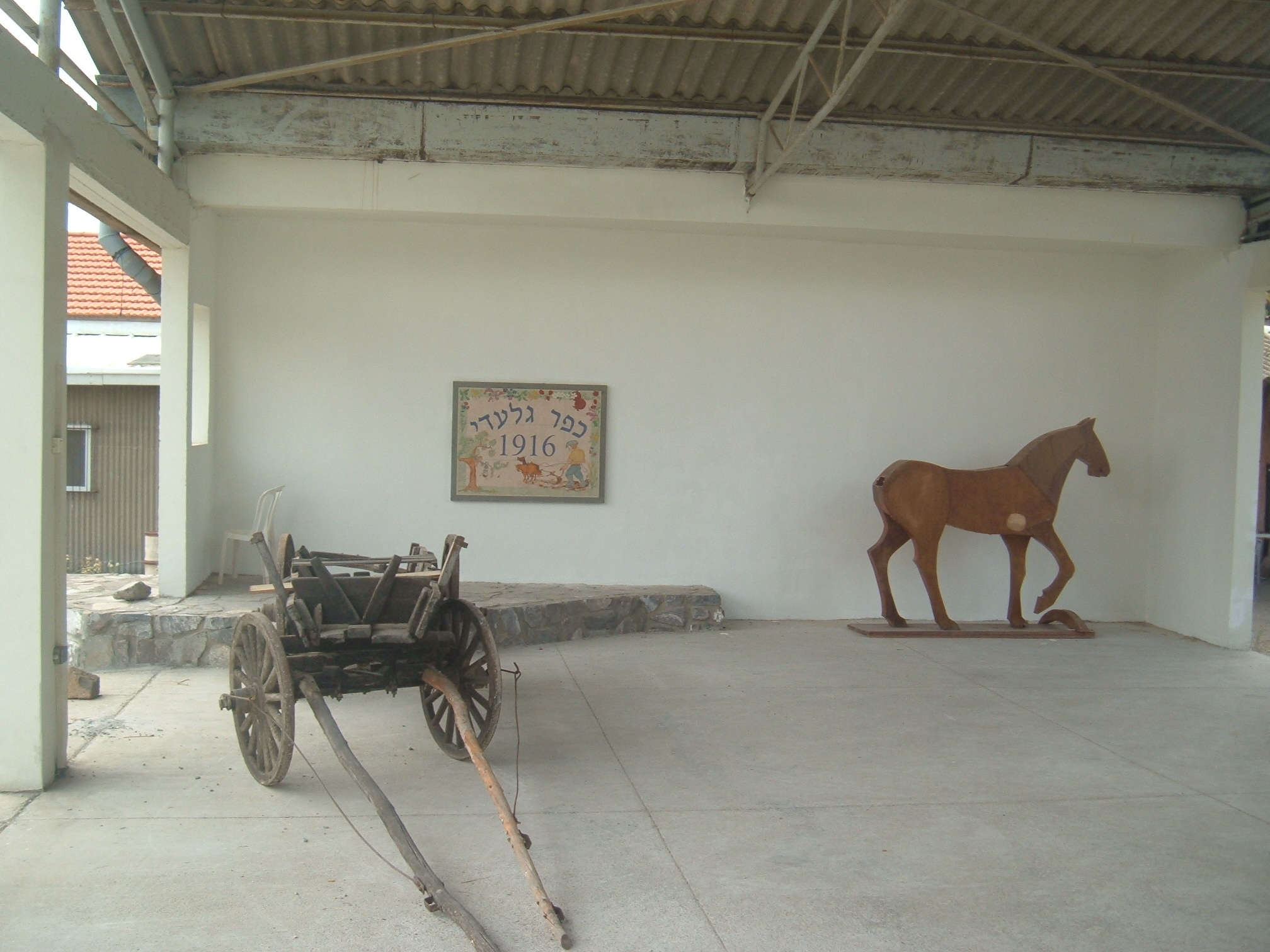
Muzeum s ukázkou životního stylu prvních osadníků v Kfar Gil'adi

Kfar Gil'adi byl založen v roce 1916. Zakladateli byli členové židovské domobrany z organizace ha-Šomer napojení na Jewish Colonization Association. Ti se zpočátku usídlili v nedaleké osadě Metula ale pak se přestěhovali do nynější lokality, kde zbudovali zemědělský kibuc. K založení kibucu došlo na podzim 1916.
Zpočátku se osada nazývala כפר גיורא‎ - Kfar Giora nebo Kfar Bar Giora. Nynější jméno obce je odvozeno od Israele Gil'adiho - jednoho ze zakladatelů ha-Šomer.
Během první světové války, když tehdejší turecká vláda v Palestině prováděla razie proti židovské probritské výzvědné skupině Nili, nechaly úřady kibuc Kfar Gil'adi dočasně zcela vystěhovat a internovaly všechny zdejší mužské obyvatele. Vesnice pak byla znovu obnovena, ale roku 1920 opět dočasně vystěhována kvůli arabským útokům, které v této době v tomto regionu vypukly a které vyvrcholily arabským útokem na sousední osadu Tel Chaj.
Po první světové válce se totiž nejsevernější výběžek Galileje okolo Metuly stal dočasně součástí zóny pod francouzskou kontrolou (dnešní Libanon a Sýrie) a vzhledem k vojenské slabosti Francouzů region fakticky ovládali místní Arabové. Kromě Kfar Gil'adi se ve francouzské zóně ocitly i židovské vesnice Tel Chaj, Metula a Chamara (nyní na jejím místě stojí kibuc Ma'ajan Baruch), které tak byly ve skutečnosti odděleny od Palestiny. Okolní arabské obyvatelstvo obviňovalo Židy z kolaborace s francouzskými silami, třebaže Židé usilovali o neutrální pozici.
V roce 1920 zde došlo k eskalaci arabských útoků. V lednu 1920 se francouzská armáda utkala s arabskými povstalci. 8.-9. února 1920 Arabové vyplenili Metulu a zbylí Židé prchají do Sidonu v dnešním Libanonu a také do Kfar Gil'adi. Právě u ní se v březnu 1920 odehrála bitva u Tel Chaj, ve které padl židovský vojenský vůdce Josef Trumpeldor. Teprve po vytyčení britsko-francouzské hranice, byla oblast okolo Kfar Gil'adi zahrnuta do britského mandátu Palestina. K této demarkaci došlo v dubnu 1924. Vojenská houževnatost obyvatel nejsevernějších židovských osad během krize v roce 1920 bývá považována za důvod, proč nakonec nebyly ponechány pod francouzskou vládou.

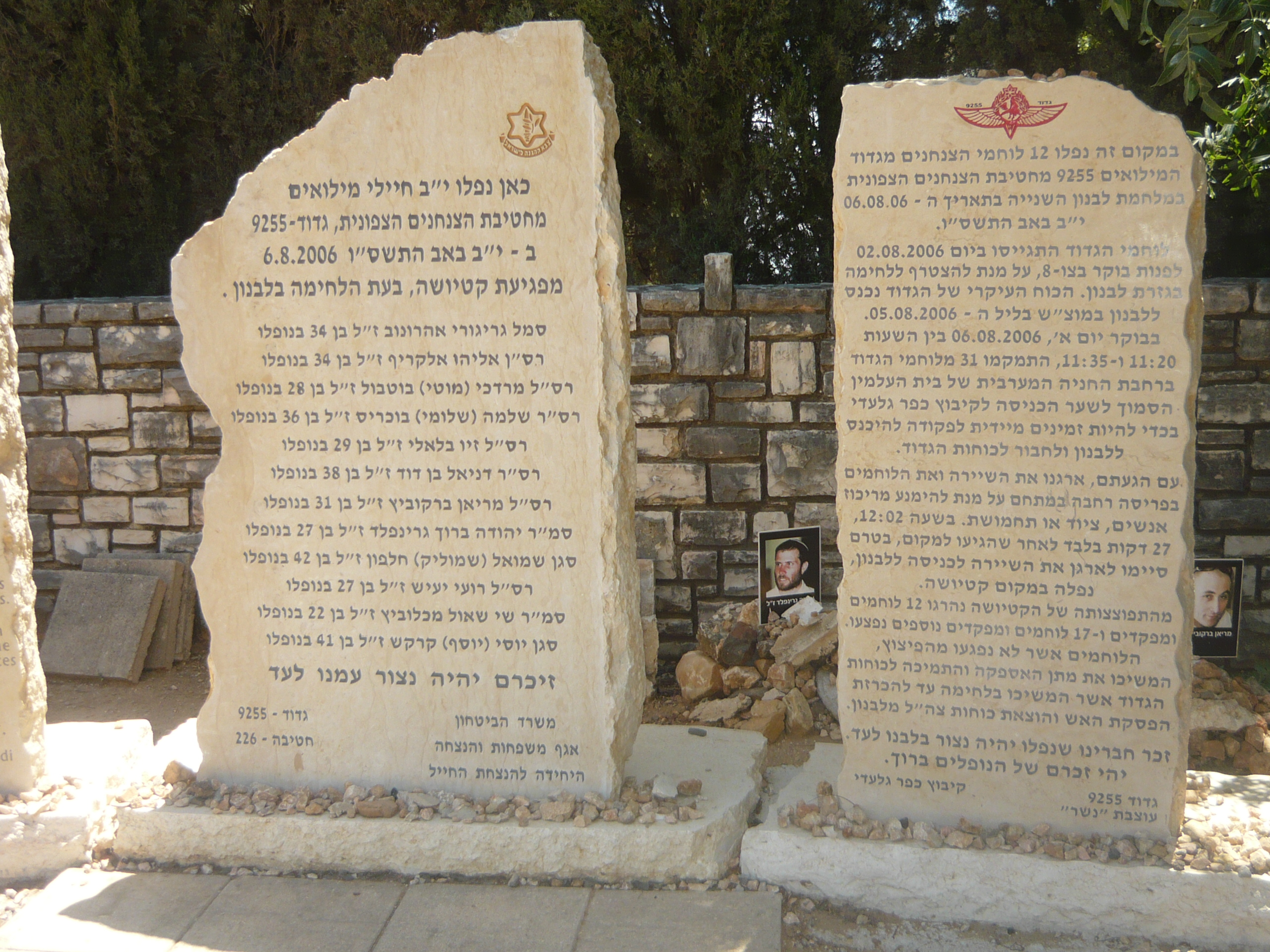
Pomník v Kfar Gil'adi

Několik měsíců po arabském útoku na Tel Chaj se do Kfar Gil'adi vrátili židovští osadníci. Roku 1926 byl pod správu tohoto kibucu zahrnut i zničený Tel Chaj. Část členů z Tel Chaj s tím ale nesouhlasila a byla v srpnu 1926 vyloučena z odborové organizace Histadrut. Nakonec došlo ke kompromisu. Později obyvatele posílil příchod nové skupiny osadníků - židovských přistěhovalců z Litvy a Německa. Vesnice byla i v následujících letech jedním z center židovských ozbrojených formací. Už v září 1921 se zde konal první kurz pro velitele Hagany.
Během druhé světové války se tento region stal nástupním prostorem pro britský útok na francouzská území v Libanonu a Sýrii pod kontrolou kolaborantské vichistické vlády. Tento útok byl proveden roku 1941 a skončil britským vítězstvím. V počáteční fázi útoku ale zdejší vesnice čelily francouzskému ostřelování z Libanonu a Kfar Gil'adi mělo být kvůli tomu evakuováno, což ale jeho obyvatelé odmítli. Evakuovány byly jen ženy a děti.
Během 40. let 20. století sloužil kibuc Kfar Gil'adi jako jedno z center, odkud byla organizována ilegální židovská imigrace přes syrské hranice.
Roku 1949 měl kibuc Kfar Gil'adi už 719 obyvatel a rozkládal se na ploše 5485 dunamů (5,485 km²). V roce 1952, kdy došlo k rozkolu v organizaci ha-Kibuc ha-me'uchad (viz Kibucové hnutí), se ale část členů Kfar Gil'adi odstěhovala do nedalekého kibucu ha-Gošrim. Naopak do Kfar Gil'adi se přesunuli někteří dosavadní obyvatelé kibucu Dafna.
Roku 2004 prošel kibuc privatizací a jeho členové jsou odměňováni individuálně, podle vykonané práce. Ekonomika Kfar Gil'adi je založena na zemědělství, průmyslu (východně od dálnice číslo 90 se u obce rozkládá menší průmyslová zóna) a turistickém ruchu, kterému zde slouží rozsáhlé ubytovací kapacity a který je zčásti orientován na historický význam bojů o Tel Chaj.
V kibucu fungují zařízení předškolní péče i základní škola. Střední školství je k dispozici v Kfar Blum. Je zde lékařská a zubní ordinace, plavecký bazén a další sportovní areály, veřejná knihovna a obchod.

## Demografie

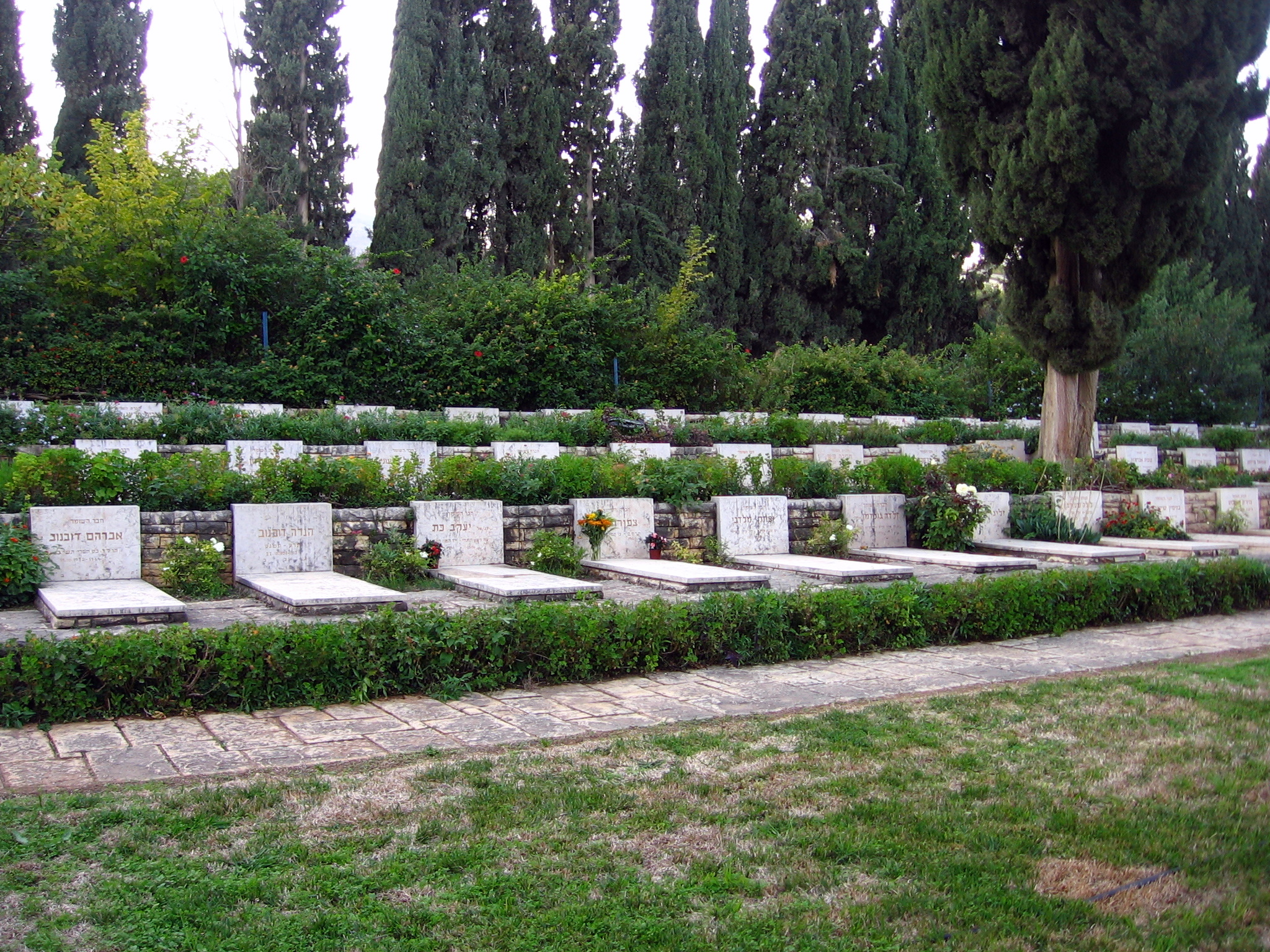
Hroby členů organizace ha-Šomer v Kfar Gil'adi

Obyvatelstvo kibucu Kfar Gil'adi je většinově sekulární. Podle údajů z roku 2014 tvořili naprostou většinu obyvatel v kibucu Kfar Gil'adi Židé (včetně statistické kategorie „ostatní“, která zahrnuje nearabské obyvatele židovského původu ale bez formální příslušnosti k židovskému náboženství).
Jde o menší sídlo vesnického typu s dlouhodobě stagnující populací. K 31. prosinci 2014 zde žilo 654 lidí. Během roku 2014 populace stoupla o 2,3 %.